# Eugenia Botnaru
Eugenia Botnaru (n. 3 ianuarie 1936, Nădușita, jud. Soroca, Regatul României – d. 4 decembrie 2020) a fost o actriță de teatru și cinema din Republica Moldova.
Și-a făcut studiile la Conservatorul de Stat „Gavriil Muzicescu” din Chișinău în ani 1958–1962, în clasa profesorilor V. Gherlac, P. Baracci, V. Cupcea.
A absolvit Institutul de Arte la Chișinău și Institutul de Cinematografie „Gherasimov” (VGIK), secția actorie, la Moscova.
A activat în trupa Teatrului dramatic „Aleksandr Pușkin” (azi Teatrul Național „Mihai Eminescu” din Chișinău) în anii 1957–1989, după care la Teatrul folcloric „Ion Creangă” până în 1996. Din 1996, evoluează în cadrul Asociației de Creație „Buciumul”. Interpretează peste 100 de roluri pe scena teatrului Pușkin. Filmografia sa cuprinde aproximativ 20 de titluri, printre care:
- Singur în fața dragostei (1969) în rolul Mariei;
- Povârnișul (episod, 1970);
- Durata zilei (1974) în rolul Arghirei;
- Bărbații încărunțesc de tineri (1974) în rolul Catincăi Lungu;
- Bărbatul de alături (1977) în rolul Pașăi;
- Trânta (episod, 1977);
- Călătorie de nuntă (episod, 1982);
- Luceafărul (1986);
- Polobocul (1991).

A participat la sonorizarea în limba română a peste 200 de filme. Activează ca profesoară la Institutul de Arte și Școala nr. 28 din Chișinău în anii 1973–1976 și 1993–?. În 1994, a fost distinsă cu titlul de Maestru în Artă din Republica Moldova. A deținut, de asemenea, și Medalia „Meritul Civic”.